# Эднер, Эшли
Э́шли Луи́з Э́днер (англ. Ashley Louise Edner; 17 декабря 1990, Дауни, Калифорния, США) — американская актриса.

## Биография
Эшли Луиз Эднер родилась 17 декабря 1990 года в Дауни (штат Калифорния, США) в семье Синди и Боба Эднер. Младшая сестра актёра Бобби Эднера.
Её фильмография включает в себя роли в таких проектах как «Ангел», «Малкольм в центре внимания», «Китайский городовой», «Нас пятеро», «Секретные материалы», «Звёздный путь: Вояджер», «Уилл и Грейс» и многих других.
Её попросили выступить в роли юной Бритни Спирс в открытие 42-й церемонии музыкальной премии «Грэмми» всего лишь за несколько дней до вручения. Также сыграла Спирс в её концертном туре «Dream Within a Dream Tour». Она появилась на сцене и в клипах в этом шоу.